# Targa Florio 1929

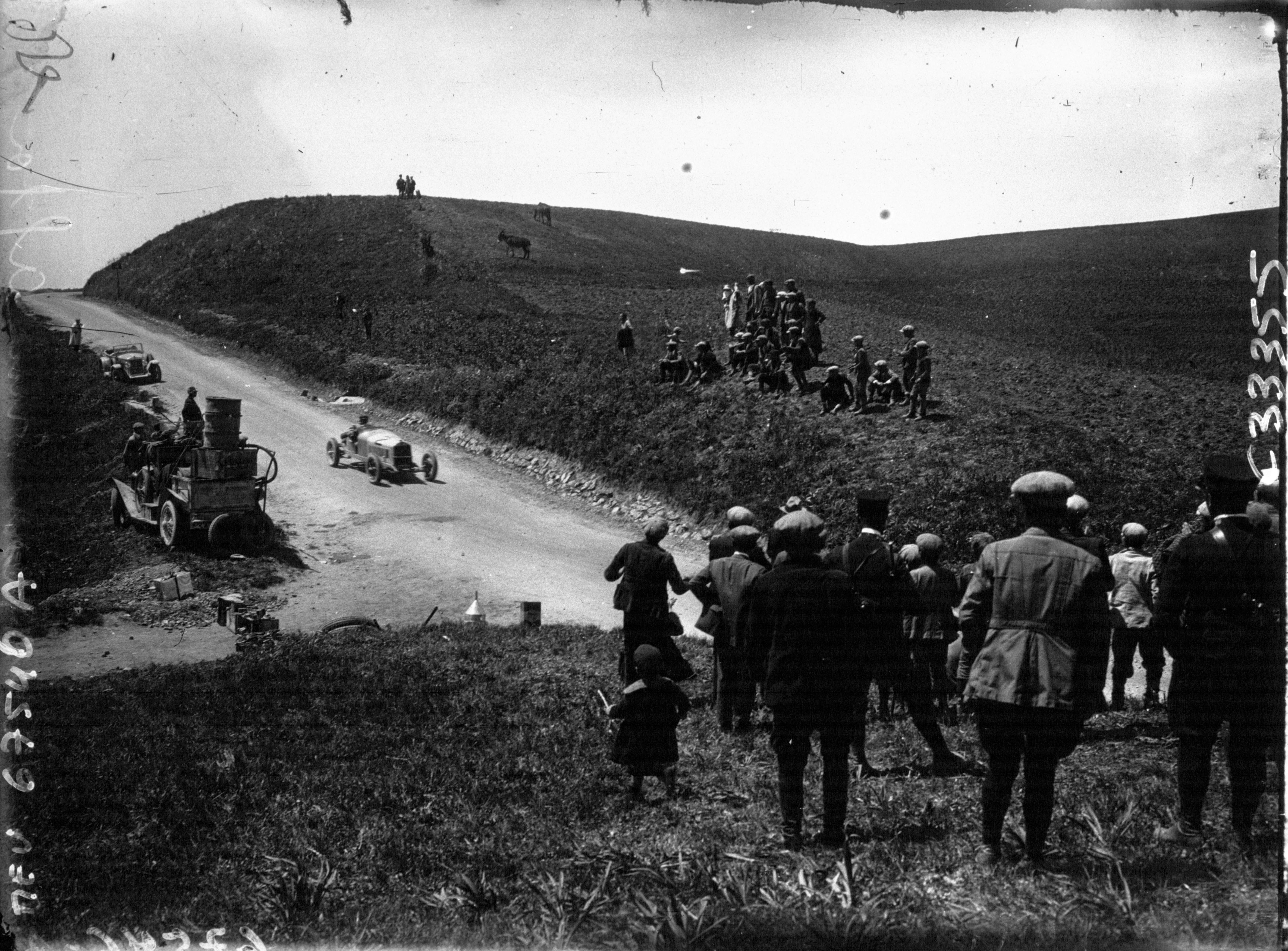
Der viertplatzierte Giuseppe Campari im Alfa Romeo 6C-1750 SS auf der Strecke

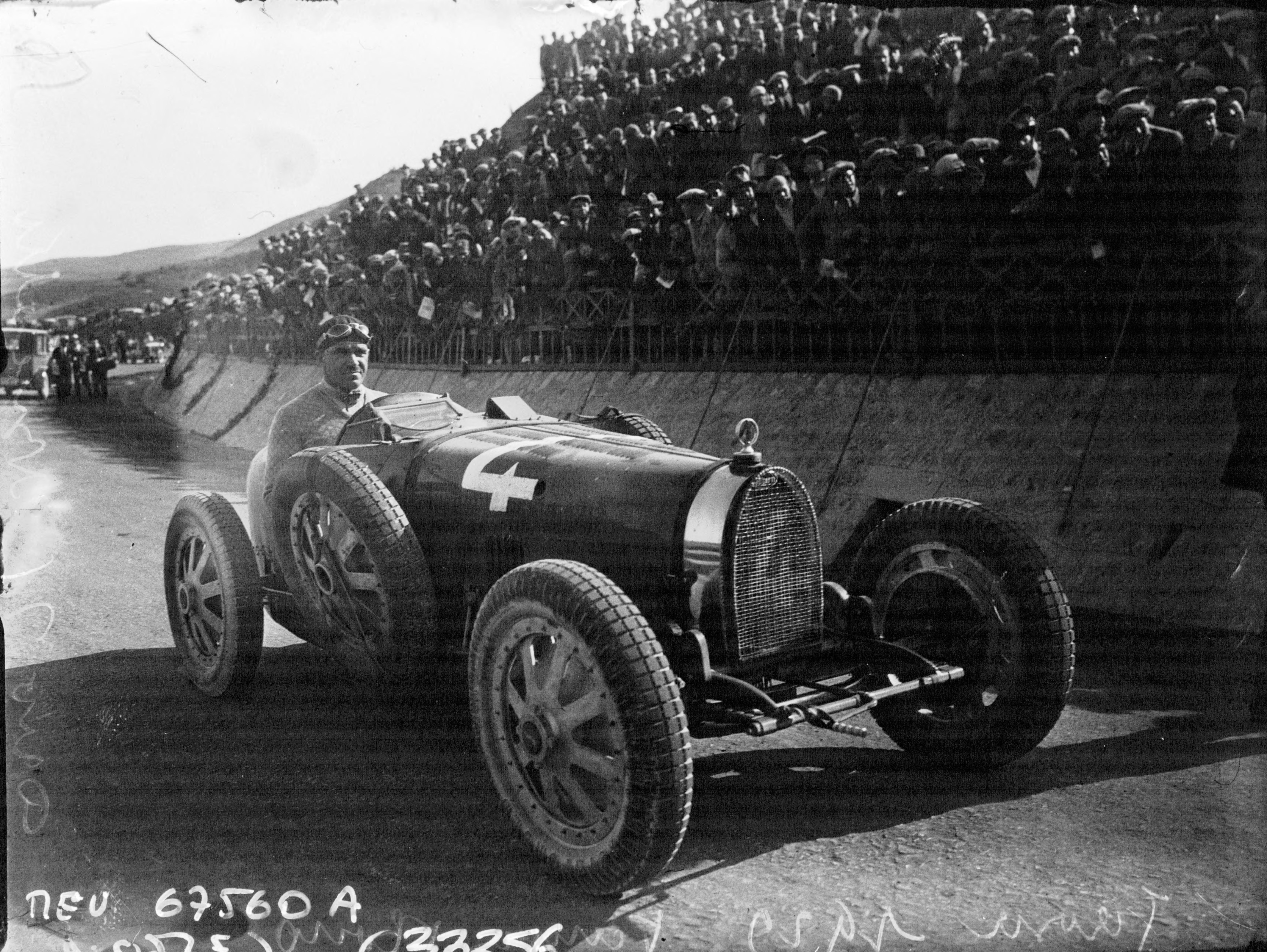
Giulio Foresti kam in seinem Bugatti T35B zwei Stunden hinter Rennsieger Divo ins Ziel und daher nicht in die Wertung

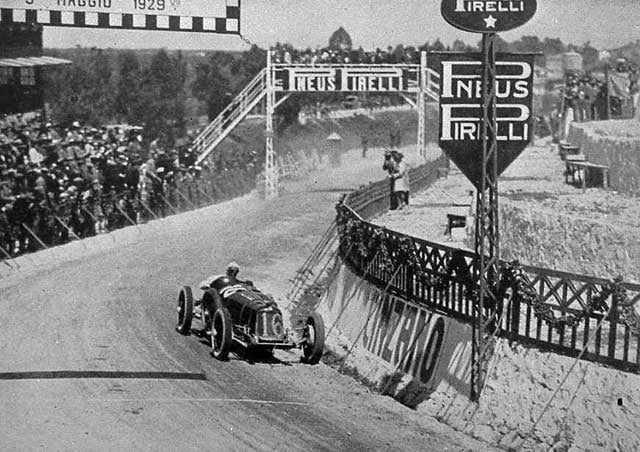
Baconin Borzacchini im Maserati 26B

Die 20. Targa Florio, auch XX Targa Florio, war ein Straßenrennen auf Sizilien und fand am 5. Mai 1929 statt.

## Das Rennen

### Teams, Hersteller und Fahrer
Die Meldeliste der Targa Florio 1929 führte die Werksmannschaft des französischen Automobilherstellers Bugatti an. Ettore Bugatti konnte auf vier Targa-Florio-Gesamtsiege in Folge zurückblicken. Meo Constantini, der nach dem Ende seiner Fahrerkarriere bei Bugatti die Funktion des Rennleiters übernahm, gewann 1925 und 1926. Darauf folgten 1927 der Erfolg von Emilio Materassi und 1928 der Sieg von Albert Divo. Der französische Spitzenpilot zählte neben Louis Wagner, Ferdinando Minoia und Caberto Conelli auch 1929 zu den Werksfahrern. Als Ersatzfahrer kam William Grover-Williams mit nach Palermo. Einsatzfahrzeug war die C-Version des Bugatti Type 35, eines der erfolgreichsten Rennwagenmodelle der Motorsportgeschichte. Das C-Modell, mit dem 2-Liter-Achtzylinder-Reihenmotor, erreichte durch den zugeschalteten Kompressor eine Höchstgeschwindigkeit von 207 km/h. 
Der italienische Kfz-Hersteller Alfa Romeo hatte unruhige Zeiten hinter sich. 1926 stand das Unternehmen vor der Zahlungsunfähigkeit, die durch Bürgerschaften der Banca d’Italia verhindert werden konnte. Alfa Romeo geriet so unter den Einfluss Benito Mussolinis und des Italienischen Faschismus. Als Folge der Umbrüche schieden Ende 1928 Namensgeber Nicola Romeo und Rennleiter Enzo Ferrari aus dem Unternehmen aus. Die Leitung des Werksteams lag jetzt in den Händen von Chefkonstrukteur Vittorio Jano, dessen Alfa Romeo 6C auch 1929 das Einsatzfahrzeug der Targa Florio war. Wie 1928 wurden die Wagen nach dem erfolgreichen Einsatz bei der Mille Miglia (Giuseppe Campari und Giulio Ramponi siegten im Alfa Romeo 6C 1750 SS Spider Zagato) umgebaut. Um die Fahrzeuge leichter zu machen, wurde die hintere Karosserieabdeckung entfernt und die Sitze wurden durch spezielle Schalen ersetzt. Im Unterschied zum Vorjahr waren am Treibstofftank zwei Ersatzreifen montiert, da die Alfa-Romeo-Rennleitung aus Kostengründen die Anzahl der Reifendepots reduziert hatte. Gefahren wurden die drei Werkswagen von Giuseppe Campari, Gastone Brilli-Peri und dem Targa-Florio-Debütanten Achille Varzi. 
Das dritte Werksteam war Maserati mit einem 1,7-Liter-Achtzylinder Maserati 26R für Ernesto Maserati und einem 2-Liter-26B für Baconin Borzacchini.

### Der Rennverlauf
Wie in den Jahren davor verbrachten viele Zuschauer die Nacht vor dem Rennen an der Strecke, um sich die Plätze mit der besten Sicht auf die Fahrbahn zu sichern. Soweit es technisch möglich war, ließ Vincenzo Florio Lautsprecheranlagen entlang der Strecke errichten, um die Zuschauer über den aktuellen Rennverlauf informieren zu können. Die Fahrer gingen in der Reihenfolge ihrer Startnummern ab 8 Uhr morgens ins Rennen. Auf dem Papier betrug das Startintervall zwischen den Wagen drei Minuten, eine Vorgabe, die vom Starter so gut wie nie eingehalten wurde. So lagen zwischen den Abfahrten von Giulio Foresti und Albert Divo neun Minuten.
Vier Runden lang führte Ferdinando Minoia im Bugatti T35C das Rennen an, der zum elften Mal bei der Targa Florio am Start war. Sein Debüt gab er 1908 als 22-Jähriger im Isotta Fraschini 50 HP/8.0. Zweimal beendete er das Rennen auf dem Podium der ersten drei. 1923 kam er im Werks-Steyr 3.0 Sport als Dritter ins Ziel und 1926 wurde er Zweiter hinter seinem Teamkollegen Constantini. 1929 verlor er das Rennen in der letzten Runde. Der Wechsel eines beschädigten Reifens kostete fünf Minuten, wodurch der drei Minuten hinter ihm liegende Teamkollege Albert Divo zu einem nicht mehr erwarteten Sieg kam.  
Keiner der vier Teilnehmer des über drei Runden gehenden Rennens der 1,1-Liter-Klasse erreichte das Ziel.

## Ergebnisse

### Schlussklassement
| 1               | Libre | 10 | Automobiles Ettore Bugatti | Albert Divo         | Bugatti T35C          | 7:15:41,700 |
| 2               | Libre | 36 | Automobiles Ettore Bugatti | Ferdinando Minoia   | Bugatti T35C          | 7:17:43,800 |
| 3               | Libre | 20 | SA Ital. Ing. Nicola Romeo | Gastone Brilli-Peri | Alfa Romeo 6C-1750 SS | 7:23:52,400 |
| 4               | Libre | 2  | SA Ital. Ing. Nicola Romeo | Giuseppe Campari    | Alfa Romeo 6C-1750 SS | 7:34:45,000 |
| Nicht klassiert |       |    |                            |                     |                       |             |
| 5               | Libre | 4  | Giulio Foresti             | Giulio Foresti      | Bugatti T35B          | 9:31:27,000 |
| Disqualifiziert |       |    |                            |                     |                       |             |
| 6               | Libre | 38 | Otakar Bittmann            | Otakar Bittmann     | Bugatti T35B          | 8:23:42,000 |
| Ausgefallen     |       |    |                            |                     |                       |             |
| 7               | Libre | 16 | Officine Alfieri Maserati  | Baconin Borzacchini | Maserati 26R          |             |
| 8               | Libre | 40 | Automobiles Ettore Bugatti | Caberto Conelli     | Bugatti T35C          |             |
| 9               | Libre | 34 | Amedeo Ruggeri             | Amedeo Ruggeri      | Maserati 26           |             |
| 10              | Libre | 30 | SA Ital. Ing. Nicola Romeo | Achille Varzi       | Alfa Romeo 6C-1750 SS |             |
| 11              | Libre | 24 | Mario Lepori               | Mario Lepori        | Bugatti T35B          |             |
| 12              | Libre | 32 | Saverio Candrilli          | Saverio Candrilli   | Bugatti T35C          |             |
| 13              | Libre | 26 | Giuseppe Tranchiana        | Giuseppe Tranchiana | Alfa Romeo 6C-1500 MM |             |
| 14              | Libre | 22 | Automobiles Ettore Bugatti | Louis Wagner        | Bugatti T35C          |             |
| 15              | Libre | 18 | Officine Alfieri Maserati  | Ernesto Maserati    | Maserati 26B          |             |

### Schlussklassement 1,1-Liter-Klasse
| 1 (16) | 1.1 | 56 | Clemente Biondetti | Clemente Biondetti | Salmson   |  |
| 2 (17) | 1.1 | 48 | Antonio Jacono     | Antonio Jacono     | Fiat 509S |  |
| 3 (18) | 1.1 | 46 | Giacinto Palmieri  | Giacinto Palmieri  | Fiat 509S |  |
| 4 (19) | 1.1 | 52 | Luigi Fagioli      | Luigi Fagioli      | Salmson   |  |

### Nur in der Meldeliste
Hier finden sich Teams, Fahrer und Fahrzeuge, die ursprünglich für das Rennen gemeldet waren, aber nicht daran teilnahmen.
| Pos. | Klasse | Nr. | Team                      | Fahrer                  | Chassis      |
| ---- | ------ | --- | ------------------------- | ----------------------- | ------------ |
| 20   | Libre  | 6   | Epifani                   | Epifani                 | Alfa Romeo   |
| 21   | Libre  | 8   | Aymo Maggi                | Aymo Maggi              | Maserati     |
| 22   | Libre  | 12  | Amedeo Sillitti           | Amedeo Sillitti         | Alfa Romeo   |
| 23   | Libre  | 14  | Ottavio Schermi           | Ottavio Schermi         | Alfa Romeo   |
| 24   | Libre  | 28  | Federico Fisauli          | Federico Fisauli        | Maserati     |
| 25   | Libre  | 42  | Officine Meccaniche       | Archimede Rosa          | OM           |
| 26   | Libre  | 44  | Officine Meccaniche       | Giuseppe Morandi        | OM           |
| 27   | 1.1    | 50  | Bianchi                   | Bianchi                 | Lombard      |
| 28   | 1.1    | 54  | Ezio Rallo                | Ezio Rallo              | Salmson      |
| 29   | 1.1    | 58  | Gioacchino Vigo           | Gioacchino Vigo         | Fiat 509S    |
| 30   | Libre  |     | Automibles Ettore Bugatti | William Grover-Williams | Bugatti T35C |
| 31   | 1.1    |     | Itala                     |                         |              |
| 32   | 1.1    |     | Itala                     |                         |              |
| 33   | 1.1    |     | Itala                     |                         |              |

### Klassensieger
| Klasse | Fahrer      | Fahrzeug     | Platzierung im Gesamtklassement |
| ------ | ----------- | ------------ | ------------------------------- |
| Libre  | Albert Divo | Bugatti T35C | Gesamtsieg                      |

### Klassensieger 1,1-Liter-Klasse
| Klasse | Fahrer                  | Fahrzeug | Platzierung im Gesamtklassement |
| ------ | ----------------------- | -------- | ------------------------------- |
| 1.1    | kein Teilnehmer im Ziel |          |                                 |

### Renndaten
- Gemeldet: 33
- Gestartet: 19
- Gewertet: 4
- Rennklassen: 2
- Zuschauer: unbekannt
- Wetter am Renntag: trocken und heiß
- Streckenlänge: 108,000 km
- Fahrzeit des Siegerteams: 7:15:41,000 Stunden
- Gesamtrunden des Siegerteams: 5
- Gesamtdistanz des Siegerteams: 540,000 km
- Siegerschnitt: 74,400 km/h
- Schnellste Trainingszeit: keine
- Schnellste Rennrunde: Ferdinando Minoia – Bugatti T35C (#36) – 1:25:17,000 = 76,000 km/h
- Rennserie: zählte zu keiner Rennserie